# Paul Brown
Paul H. Brown (Baltimore, 6 maart 1934 – 6 mei 2016) was een Amerikaanse jazzcontrabassist, impresario en muziekpedagoog, die actief was in de regio Hartford.

## Biografie
Brown speelde eerst trompet en toerde met r&b-muzikant Lloyd Price. Bovendien was hij als tijdelijk speler werkzaam in de bands van Count Basie en Duke Ellington. Na zijn wissel naar de contrabas toerde hij in de regio Baltimore bij Fink Johnson. Door zijn vriendschap met Jackie McLean belandde hij tijdens de jaren 1960 in Hartford. Brown richtte in 1967 de evenementenreeks Monday Night Jazz op, die door de Library of Congress als oudste en langst bestaand jazzfestival van de Verenigde Staten wordt beschouwd. Bovendien richtte hij in 1992 het Greater Hartford Festival of Jazz op en telde hij in 1970 tot de medeoprichters van het Artists Collective. Verder organiseerde hij jazzconcerten en pedagogische jazzprogramma's in openbare scholen.
Als contrabassist speelde Brown o.a. met jazzgrootheden als Dexter Gordon, Junior Cook, Bill Hardman (Politely, 1981), Al Haig en Barry Harris. Verder trad hij op als begeleidingsmuzikant van Frank Sinatra, Sarah Vaughan, Nina Simone en Betty Carter. Op het gebied van de jazz was hij tussen 1981 en 1998 betrokken bij ongeveer 15 opnamesessies met o.a.  Steve Turre, Mark Elf, Walter Bishop jr., Anthony Braxton (9 Standards (Quartet), 1993), Lisle Atkinson en Lloyd Chisholm. In 1996 nam hij met zijn kwartet het album Speak Low op. In 1998 volgde het album Meets the Three Tenors met George Coleman, John Stubblefield en Houston Person als gastmuzikanten
De bassist dient niet te worden verwisseld met de gelijknamige gitarist en smooth jazz-muzikant.

## Onderscheidingen
Bijna twintig jaar doceerde hij aan de Greater Hartford Academy of the Arts en kreeg hij een serie onderscheidingen voor zijn muziekpedagogische werk, waaronder de J.C. Penny' Golden Rule Award (2001), de New England Jazz Alliance Unsung Heroes Award (2003), de Heartbeat Ensemble Street Performance Award en de Latter Rain Christian Fellowship Appreciation Award (2006) en in 2007 de Greater Hartford Festival Of Jazz Community Award.

## Overlijden
Paul Brown overleed in mei 2016 op 81-jarige leeftijd.